# Thicourt

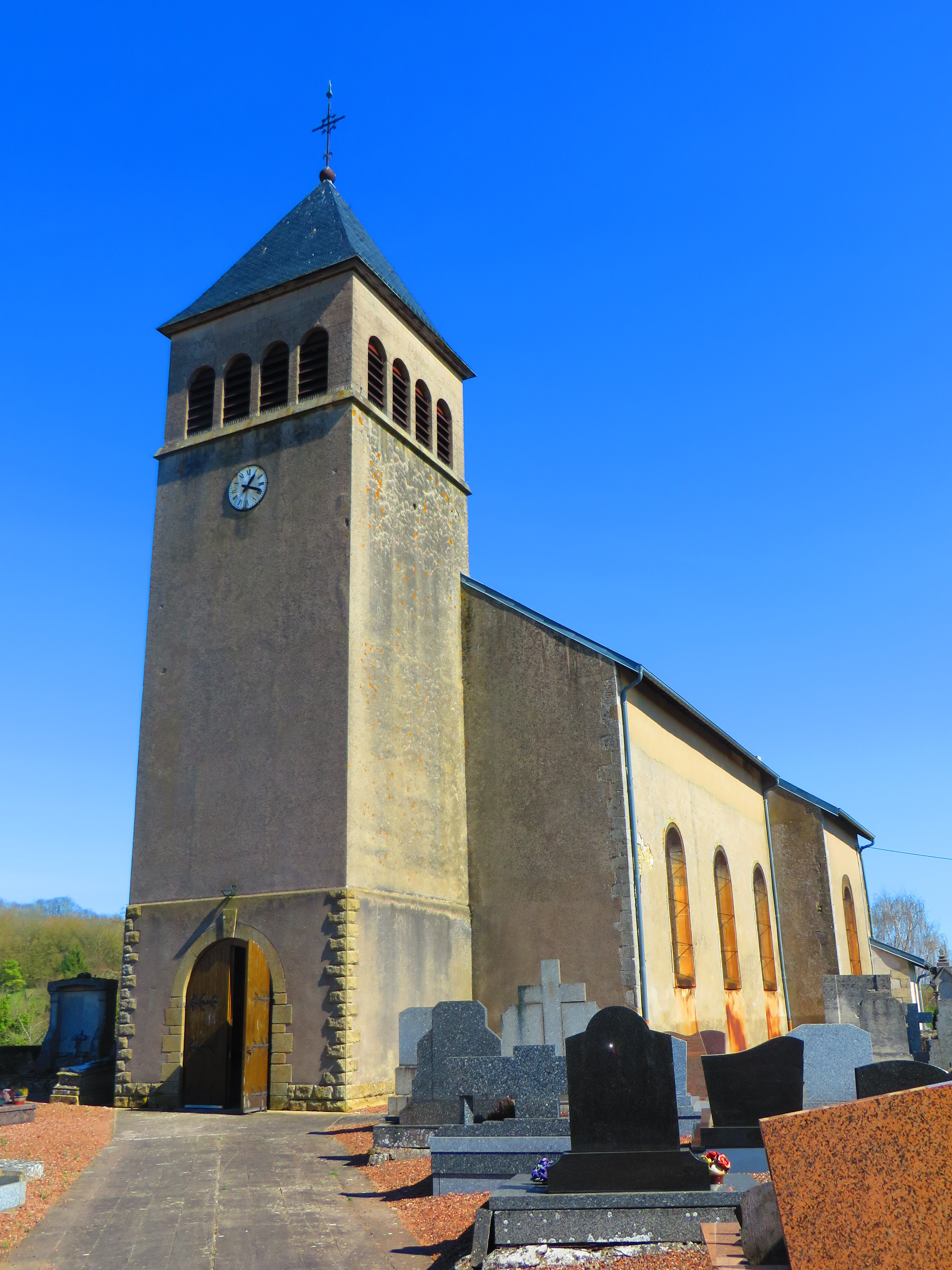
Katholische Pfarrkirche St. Dionysius (Saint-Denis)

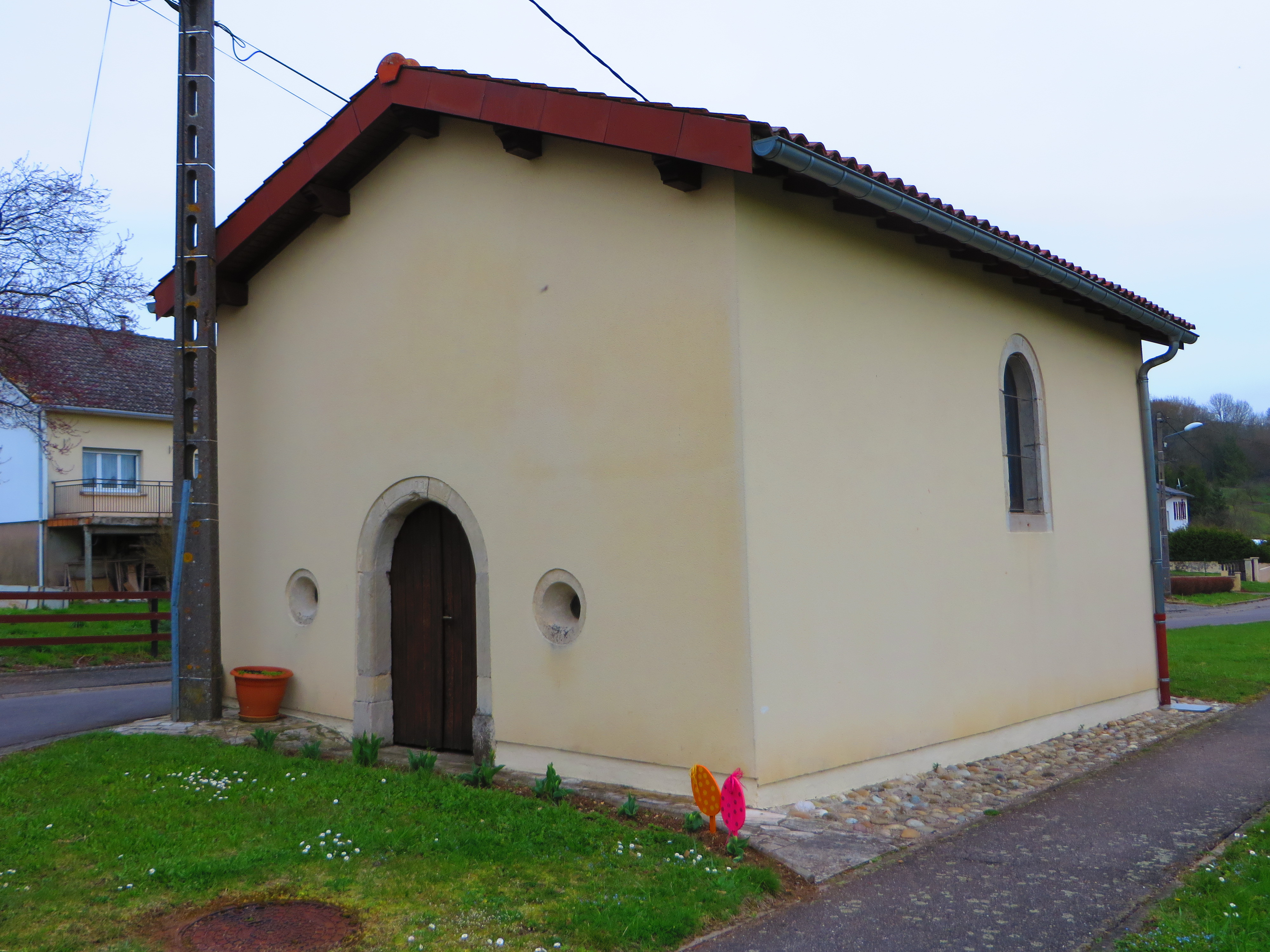
Kapelle St. Ursula (Sainte-Ursule)

Thicourt (lothringisch Thico, deutsch Diedersdorf) ist eine französische Gemeinde mit 133 Einwohnern (Stand 1. Januar 2022) im Département Moselle in der Region Grand Est (bis 2015 Lothringen).

## Geographie
Die Gemeinde Thicourt liegt in der Landschaft Saulnois, etwa 33 Kilometer südöstlich von Metz und sieben Kilometer südwestlich von Faulquemont (Falkenberg). Die höchste Erhebung im Gemeindegebiet bildet der Hügel La Justice mit 336 m über dem Meer.

## Geschichte
Der Ort wurde 1018 erstmals als Tiedresdorf erwähnt, dann als Thiederesdorf  (1142), Dydersdorf (1349), Diederstorff (1404), Diederstroff (1544), Théoncourt (1553), Thiecourt, Ticourt (1636) und Thico. Die Ortschaft, an der einst eine Römerstraße vorbeiführte,  gehörte früher zum Herzogtum Lothringen im Heiligen Römischen Reich.
Das Gemeindewappen entstammt dem Wappen der Familie Croÿ, der die Herrschaft von Thicourt gehörte. Das Schiff als Attribut der Heiligen Ursula steht für die Schutzpatronin der Kapelle in Thicourt.
Das kleine Dorf lag im Mittelalter noch auf deutschem Sprachgebiet und wurde damals Diderich genannt, ist aber mittlerweile seit Jahrhunderten frankophon. Von 1093 bis 1602 gab es im Ort ein Benediktinerkloster. 1766 wurde Thicourt zusammen mit Lothringen von Frankreich annektiert.
Durch den Frankfurter Frieden vom 10. Mai 1871 kam das Gebiet an Deutschland und das Dorf wurde dem Kreis Bolchen im Bezirk Lothringen des Reichslandes Elsaß-Lothringen zugeordnet. Französisch blieb aber Amts- und Umgangssprache. Die Dorfbewohner betrieben Getreide-, Obst-, Wein-, Tabak- und Gemüsebau sowie Viehzucht.
Nach dem Ersten Weltkrieg musste die Region aufgrund der Bestimmungen des Versailler Vertrags 1919 an Frankreich abgetreten werden. Im Zweiten Weltkrieg war die Region von der deutschen Wehrmacht besetzt und stand unter deutscher Verwaltung.

### Bevölkerungsentwicklung
| Jahr      | 1962 | 1968 | 1975 | 1982 | 1990 | 1999 | 2007 | 2019 |
| Einwohner | 181  | 170  | 153  | 154  | 152  | 146  | 151  | 135  |

## Sehenswürdigkeiten
- Kirche  St. Dionysius (Saint-Denis), frühere Prioratskirche, moderner Bau, jedoch mit romanischem Chor aus dem 11. oder 12. Jahrhundert[2]
- Kapelle St. Ursula (Sainte-Ursule)

## Belege
1. ↑  Burkhard Dietz, Helmut Gabel: Griff nach dem Westen, Teil 1 (2003).
2. 1 2  Franz Xaver Kraus: Kunst und Alterthum in Elsass-Lothringen. Beschreibende Statistik. Band III: Kunst und Althertum in Lothringen, Friedrich Bull, Straßburg 1886,  S. 94–97  (books-google.com).
3. 1 2 3  Eugen H. Th. Huhn: Deutsch-Lothringen. Landes-, Volks- und Ortskunde, Stuttgart 1875, S. 371  (google.books.com).
4. ↑  Wappenbeschreibung auf genealogie-lorraine.fr (französisch)